# سال‌های مشروطه
سال‌های مشروطه مجموعه تلویزیونی تاریخی ایرانی به نویسندگی و کارگردانی محمدرضا ورزی و تهیه کنندگی علی لدنی است. این مجموعه در سال ۱۳۸۸ از شبکه سه سیما پخش شد.

## داستان
سال‌های مشروطه روایتگر زندگی ۴ پادشاه قاجار در مدت ۷۰ سال، حکومت بر ایران است. فیلمبرداری این مجموعه از خرداد سال ۱۳۸۸ خورشیدی آغاز و در دی‌ماه همین سال به پایان رسیده‌است. در مجموعهٔ سال‌های مشروطه صحنه‌های گوناگونی نظیر بازار سعدالسلطنه، باغ فین، باغ ملک، روستای کن، شهرک سینمایی دفاع مقدس، شهرک سینمایی و تلویزیونی ایران، کاخ سعدآباد، کاخ گلستان و کاخ نیاوران اجرا شده‌است.
به گزارش خبرگزاری فارس، سریال «صدر اعظم» که در ۹ قسمت ۴۵ دقیقه‌ای ساخته شده؛ بخش‌هایی از سریال «سال‌های مشروطه» است و به‌صورتی تدوین و بازسازی مجدد شده که بخش زندگی امیرکبیر و اقدامات وی برای پیشرفت کشور موضوعیت یافته‌است.
مجموعه «صدر اعظم» که در گروه مجموعه‌های تلویزیونی شبکه سه و به تهیه‌کنندگی علی لدنی ساخته شده‌است.

## بازیگران
فهرست بازیگران مجموعهٔ تلویزیونی سال‌های مشروطه:
| بازیگر             | نقش                            | توضیح نقش                                                                                           |
| ------------------ | ------------------------------ | --------------------------------------------------------------------------------------------------- |
| محمد صادقی         | امیرکبیر                       | نخستین صدراعظم ناصرالدین شاه                                                                        |
| آزیتا حاجیان       | مهد علیا                       | مادر ناصرالدین شاه و عزت الدوله                                                                     |
| ایرج راد           | ناصرالدین شاه قاجار (میانسالی) | چهارمین پادشاه قاجار                                                                                |
| سعید شیخ‌زاده       | ناصرالدین شاه قاجار (جوانی)    | چهارمین پادشاه قاجار                                                                                |
| محمدرضا شریفی‌نیا   | رمال                           | |
| محمد مطیع          | میرزا علی اصغر اتابک           | صدر اعظم ناصرالدین شاه،مظفرالدین شاه و محمدعلی شاه                                                  |
| حسام نواب صفوی     | سید جمال‌الدین اسدآبادی         | از رهبران جنبش مشروطه و متفکر اسلامگرا                                                              |
| داریوش کاردان      | میرزا آقاخان نوری              | دومین صدراعظم ناصرالدین شاه واز توطئه کنندگان قتل امیرکبیر واز بانیان اصلی جدایی افغانستان از ایران |
| امیر دژاکام        | شیخ فضل‌الله نوری               | از رهبران نهضت مشروطه                                                                               |
| امیر دژاکام        | باقرخان                        | رهبر نهضت مشروطه در تبریز                                                                           |
| اکبر عبدی          | مظفرالدین‌شاه قاجار             | پنجمین پادشاه قاجار و امضا کننده فرمان مشروطیت                                                      |
| رضا رویگری         | کریم دواتگر                    | از اعضای انجمن کمیته مجازات                                                                         |
| رضا رویگری         | میرزا حسن آشتیانی              | رهبر نهضت تنباکو در تهران                                                                           |
| فرخ نعمتی          | میرزا حسن شیرازی               | مجتهد شیعه و رهبر نهضت تنباکو                                                                       |
| چنگیز وثوقی        | کامران میرزا                   | سومین فرزند ناصرالدین شاه                                                                           |
| محسن صادقی نسب     | ستارخان                        | رهبر نهضت مشروطه در تبریز                                                                           |
| شهرام عبدلی        | محمدعلی شاه قاجار              | ششمین پادشاه قاجار که دستور به توپ بستن مجلس شورای ملی رو صادر کرد                                  |
| جمشید جهان‌زاده     | سرگئی شاپشال                   | معلم روسی محمدعلی شاه                                                                               |
| شهروز ابراهیمی     | جرالد تالبوت                   | منعقد کننده قرارداد رژی با ناصرالدین شاه                                                            |
| قاسم زارع          | میرزا رضا کرمانی               | قاتل ناصرالدین شاهو از مریدان سید جمال‌الدین اسدآبادی                                                |
| خسرو فرخزادی       | حاجی امین‌الضرب                 | بانی صنعت برق در دوران قاجار                                                                        |
| ناصر خاوری         | سرولف                          | |
| علی رامز           | کلنل فرانت                     | کاردار سفارت انگلستان در ایران                                                                      |
| علی رامز           | نظم الدوله                     | رئیس نظمیه تهران و بازجوی میرزا رضا کرمانی                                                          |
| یوسف صیادی         | آقا جوهر                       | جاسوس مهد علیا در دربار قاجار                                                                       |
| حسین محب‌اهری       | عبدالمجید عین‌الدوله            | صدر اعظم محمدعلی شاه و از مخالفان سرسخت نهضت مشروطه                                                 |
| فریبا خادمی        | مادام حاجی‌عباس                 | از دوستان بسیار نزدیک مهدعلیا                                                                       |
| ساغر عزیزی         | عزت الدوله                     | خواهر ناصرالدین شاه و همسر امیرکبیر                                                                 |
| جمشید مشایخی       | کمال‌الملک                      | نقاش دوره قاجار                                                                                     |
| جمشید مشایخی       | استاد مکتبی                    | |
| جمشید مشایخی       | درویش                          | |
| زهیر یاری          | اصلان                          | معشوق امینه                                                                                         |
| تینا پاکروان       | امینه                          | معشوقه اصلان                                                                                        |
| فریبا نادری        | ریحان                          | دختر مشروطه چی در تبریز                                                                             |
| حسن کاخی           | آیت الله طباطبایی              | از رهبران نهضت مشروطه                                                                               |
| ولی‌الله مومنی      | پهلوان علی‌اکبر                 | |
| آناهیتا دری        | انیس الدوله                    | سوگلی ناصرالدین شاه                                                                                 |
| حسین بلند مرتبه    | حاجی سیاح                      | سفرنامه نویس و از دوستان نزدیک سید جمال‌الدین اسدآبادی                                               |
| مسعود عجمی         | مسعود میرزا ظل‌السلطان          | پسر ناصرالدین شاه                                                                                   |
| حسین نورعلی        | علی محمد باب                   | رهبر فرقه ضاله بابیه                                                                                |
| اصغر ضرابی         | یپرم خان                       | از رهبران نظامی نهضت مشروطه                                                                         |
| نرگس امینی         | جی‌جی خانم                      | |
| شهره نیکنام        | شاه پسند خانم                  | |
| نوشین علیزاده      | امینه اقدس                     | از همسران ناصرالدین شاه                                                                             |
| کیمیا موسوی        | جیران                          | نخستین سوگلی ناصرالدین شاه و یکی از محبوب ترین همسران او                                            |
| ابراهیم بحرالعلومی | شیخ محمد واعظ                  | از مخالفین سیاست های عین الدوله                                                                     |
| سارا مجد           | ملکه جهان                      | همسر محمدعلی شاه                                                                                    |
| کرامت رودساز       | رحیم خان                       | |
| سارا نفر           | مونیکا                         | |
| احمد ایراندوست     | هندی                           | |
| مریم ورزی          | خاتون                          | |
| لیلا زارع زاده     |                                | |
| سامرند معروفی      |                                | |

## عوامل
فهرست عوامل مجموعهٔ تلویزیونی سال‌های مشروطه:
- تینا پاکروان: مدیر تولید
- رؤیا ابراهیمی: طراح صحنه و لباس
- ستار اورکی: آهنگساز
- شهرام خلج: طراح چهره‌پردازی
- سعید مؤذنی: دستیار چهره‌پردازی
- علی لدنی: تهیه‌کننده
- علی‌رضا غفاری: مدیر صدابرداری
- فرشاد خالقی: مدیر تصویربرداری
- محمدرضا ورزی: کارگردان
- یلدا جلبی: تدوینگر